# 필운동 홍건익 가옥
필운동 홍건익 가옥(弼雲洞 洪建翊 家屋)은 1934년~1936년 홍건익(洪建翊)에 의해 오늘날 서울특별시 종로구 필운동 88-1번지(필운대로 1길 14-4)에 건립된 한옥으로, 목조와즙 5동의 건물(문간채의 남서쪽 모서리는 인접한 87번지 일부 점유)과 후원의 일각문 1기, 원형의 석조 우물 1기 등으로 구성되어 있다. 2013년 5월 16일 서울특별시 시도 민속문화재 제33호로 지정되었다.
전통방식과 1930년대 건립된 근대 한옥의 특징이 혼재된 양식을 보여주는 민가 건축으로서 지형을 자연스럽게 이용한 각 건물들의 배치와 기본 구조, 건축 세부 수법 등이 모두 뛰어나다. 전체적으로 퇴락이 심하고 후대에 편의시설이 입부 삽입되는 등의 변화가 있었으나 건축 당시의 기본구조와 형태를 잘 유지하고 있어 문화재로 지정, 보존할 가치가 충분하므로 서울특별시 민속문화재로 지정되었다.

## 참고 자료
- 필운동 홍건익 가옥 - 국가유산청 국가유산포털